# グリーンズボロ (哨戒フリゲート)
|          | |
| 艦歴     | |
| 発注     | |
| 起工     | 1943年4月15日                                                                                                   |
| 進水     | 1944年2月9日 |
| 就役     | 1945年1月29日                                                                                                   |
| 退役     | 1946年3月14日                                                                                                   |
| その後   | 1948年4月22日にスクラップとして売却                                                                             |
| 除籍     | 1947年4月23日                                                                                                   |
| 性能諸元 | |
| 排水量   | 基準 1,430トン 満載 2,415トン                                                                                   |
| 全長     | 303 ft 11 in (92.6 m)                                                                                           |
| 全幅     | 37 ft 6 in (11.4 m)                                                                                             |
| 吃水     | 13 ft 8 in (4.1 m)                                                                                              |
| 機関     | ボイラー3基 5,500軸馬力 タービン2基 2軸推進                                                                     |
| 最大速力 | 20ノット (37 km/h)                                                                                              |
| 航続距離 | |
| 乗員     | 190名 |
| 兵装     | 3インチ50口径対空砲3門 40mm機関砲 4門 20mm機関砲 9門 ヘッジホッグ 1基 対潜爆雷投射機（Y砲）8基 爆雷投下軌条 2条 |

グリーンズボロ (USS Greensboro, PF-101) は、アメリカ海軍の哨戒フリゲート。タコマ級フリゲートの1隻。艦名はノースカロライナ州グリーンズボロに因む。

## 艦歴
グリーンズボロは海事委任契約（船体番号1973）の下、当初 PG-209 （砲艦）としてオハイオ州クリーブランドのアメリカン・シップビルディング社で1943年4月15日に起工し、1944年2月9日C・I・カールソン夫人によって命名、進水、1945年1月29日にメリーランド州カーティス湾の沿岸警備隊工廠で艦長ヘンリー・P・ニスカーン沿岸警備隊少佐の指揮下就役した。
沿岸警備隊員が乗り組んだグリーンズボロはカーティス湾に停泊し、艤装および気象観測任務用の改装が行われた。2月14日、ボルチモア湾を出航したグリーンズボロはノーフォークを経由してバミューダに整調のため向かい、続いてキューバのグアンタナモ湾、ジャマイカのキングストンで護衛任務に就いた。
グリーンズボロは3月23日にボストンに到着し、航空・海上救難および気象観測艦に転換された。4月11日に出航し、途中ニューファンドランドのアージェンティアに立ち寄り、4月22日にメイン州カスコ湾に到着、対潜水艦戦演習を行う。10ヶ月間に渡って航空・海上救難任務および気象観測任務に従事し、しばしばニューファンドランド沖、アゾレス諸島、ブラジルのレシフェで護衛任務を行った。1946年2月17日にボストンに帰還し、3月14日に退役した。1947年4月23日に除籍され、1948年4月22日にルイジアナ州ニューオーリンズのサザン・シップビルディング社にスクラップとして売却された。